# Sword Art Online The Movie: Ordinal Scale
Sword Art Online The Movie: Ordinal Scale (劇場版 ソードアート・オンライン -オーディナル・スケール-, Gekijōban Sōdo Āto Onrain -Ōdinaru Sukēru-) é um filme anime baseado no mangá de mesmo nome. Dirigido e roteirizado Tomohiko, também roteirizado por Reki Kawahara, o filme foi lançado em 17 de fevereiro de 2017.

## Produção
No Festival de Outono de Dengeki Bunko 2015, em 4 de outubro de 2015, foi anunciado que a série light novel seria adaptada para um filme de animação, com a equipe principal retornando da série de anime. O filme se passa após a segunda temporada da série de anime, Sword Art Online II. Foi então revelado no evento Dengeki Bunko Haru no Saiten 2016 em 13 de março de 2016 que o filme foi intitulado Sword Art Online The Movie: Ordinal Scale. A voz do anime retornou para reprisar seus papéis no filme.
A trilha sonora do filme é composta por Yuki Kajiura, que também compôs a música da série de anime. A trilha sonora apresenta 50 faixas, incluindo 5 músicas de inserção executadas por Sayaka Kanda. Foi lançado pela Aniplex em 22 de fevereiro de 2017. LiSA apresentou a música-tema do filme, intitulada "Catch the Moment". Sayaka Kanda toca cinco músicas como Yuna: "Ubiquitous dB", "Longing", "Delete", "Break Beat Bark!" e "Smile for You".

## Recepção

### Bilheteria
O filme no fim de semana de estréia estreou em primeiro lugar nas bilheterias japonesas, estreando em 151 cinemas em todo o Japão e arrecadando 425 milhões de ienes com 308.376 ingressos. A empresa arrecadou um total de ¥ 2,52 bilhões (US$ 22.682.268) no Japão até o final de 2017.
Na China, o filme arrecadou 53,95 milhões de ienes Ele arrecadou mais de US$ 1,35 milhão em seu primeiro final de semana na América do Norte, e passou a arrecadar US$ 1.522.976 nos Estados Unidos e no Canadá. Durante seu primeiro dia na Itália, o filme derrotou Piratas do Caribe: Homens mortos não contam histórias e Mulher Maravilha nas bilheterias.
Até 1º de outubro de 2017, o filme havia arrecadado mais de 4,3 bilhões de ienes (US$ 38,2 milhões) em todo o mundo. Após 5 de outubro de 2017, o filme arrecadou mais US$ 41.652 na China e US$ 14.702 na Argentina, totalizando um total mundial de US$ 38.256.354.